# Ouigo España
Ouigo España es una filial de la empresa estatal francesa SNCF Viajeros que opera servicios ferroviarios de alta velocidad en España, tras la liberalización del transporte ferroviario de pasajeros, con la marca Ouigo. 

## Historia
La empresa se fundó el 13 de diciembre de 2018 con la denominación de Rielsfera S. A., y el 28 de septiembre de 2020 cambió de nombre a Ouigo España S. A., en consonancia con la marca Ouigo, introducida previamente en Francia para servicios de bajo coste. Antes de usar la marca Ouigo, Rielsfera consideraba usar la marca Falbalá. Tras el proceso iniciado por Adif anticipando a la liberalización del transporte ferroviario de pasajeros, en noviembre de 2020 firmó el acuerdo marco que le otorga capacidad en los principales corredores de alta velocidad.

## Servicios comerciales

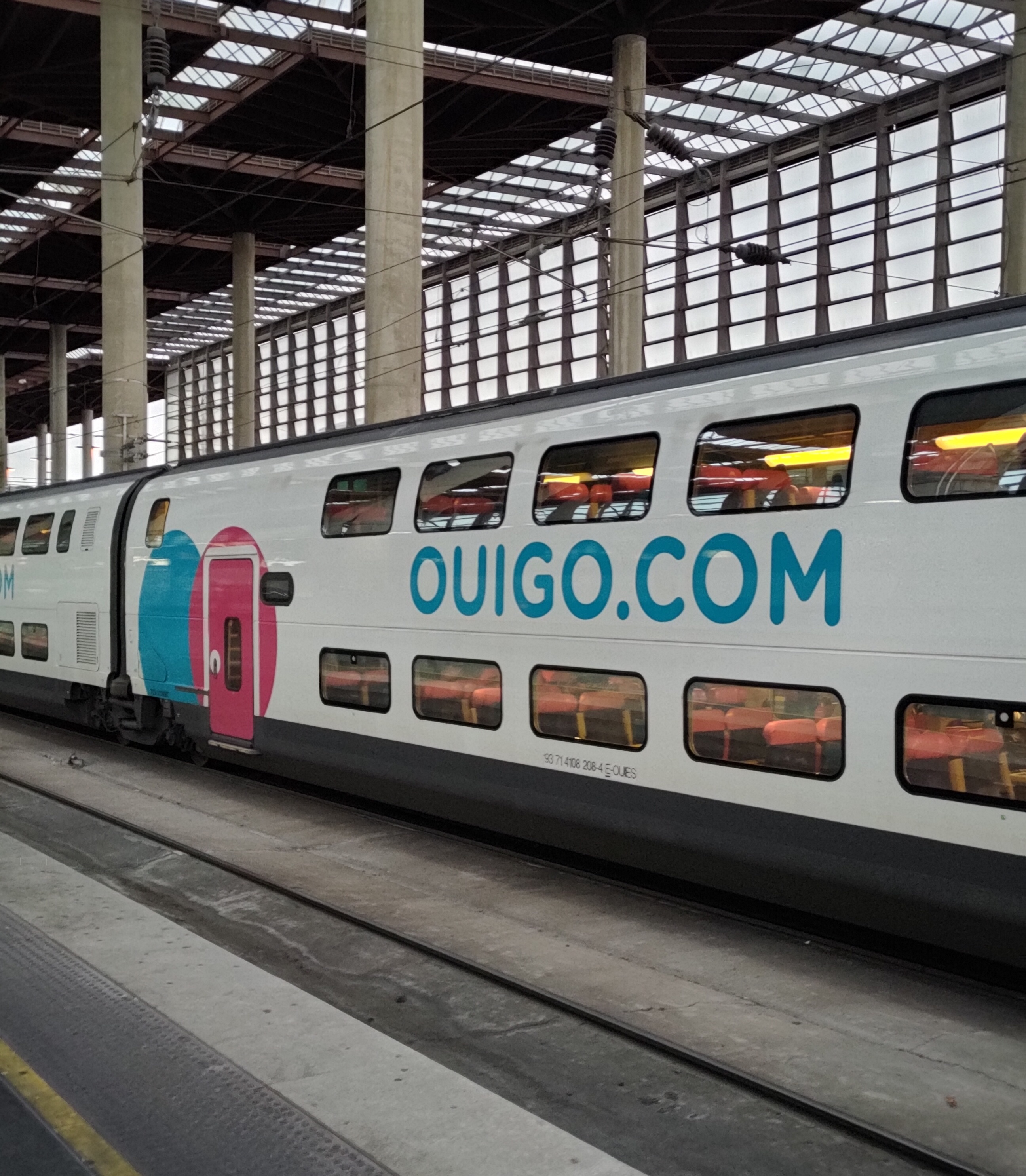
Tren de Ouigo en Atocha, Madrid.

En el proceso de preparación de la liberalización ferroviaria del transporte de viajeros, Rielsfera fue pre-adjudicada el paquete C, que cubre 5 circulaciones diarias por sentido en las líneas de alta velocidad Madrid-Frontera francesa, Madrid-Levante y Madrid-Sevilla/Málaga, indicando su intención de usar todos esos surcos. Debido a la pandemia de COVID-19 en España, la puesta en servicio inicial fue aplazada. 
Inició las operaciones en la línea de alta velocidad Madrid-Frontera francesa, atendiendo las estaciones de Madrid-Puerta de Atocha, Zaragoza-Delicias, Camp de Tarragona y Barcelona-Sants, el 10 de mayo de 2021, siendo por entonces la única línea activa de la compañía en España. Un año después, el 7 de octubre de 2022, se puso en servicio la línea entre Madrid-Chamartín-Clara Campoamor y Valencia-Joaquín Sorolla, con cinco frecuencias diarias por sentido.
| Origen                                       | Paradas | Destino                    | Frecuencias                  | Mejor duración (entre origen y destino) | Duración total (todas las paradas) | Observaciones               |
| Corredor Nordeste                            | Corredor Nordeste                                                                                          | Corredor Nordeste          | Corredor Nordeste            | Corredor Nordeste                       | Corredor Nordeste                  | Corredor Nordeste           |
| -------------------------------------------- | --- | -------------------------- | ---------------------------- | --------------------------------------- | ---------------------------------- | --------------------------- |
| Madrid - Puerta de Atocha - Almudena Grandes | Zaragoza - Delicias · Campo de Tarragona                                                                   | Barcelona - Sants          | 5 trenes diarios por sentido | 2 horas y 30 minutos                    | 2 horas y 55 minutos               | 2 servicios directos al día |
| Corredor Este                                | |                            |                              |                                         |                                    |                             |
| Madrid - Chamartín - Clara Campoamor         | - | Valencia - Joaquín Sorolla | 4 trenes diarios por sentido | 1 hora y 54 minutos                     | 1 hora y 54 minutos                |                             |
| Madrid - Chamartín - Clara Campoamor         | Albacete - Los Llanos                                                                                      | Alicante                   | 2 trenes diarios por sentido | 2 horas y 22 minutos                    | 2 horas y 22 minutos               |                             |
| Madrid - Chamartín - Clara Campoamor         | Albacete - Los Llanos · Elche                                                                              | Murcia                     | 2 trenes diarios por sentido | 2 horas y 44 minutos                    | 2 horas y 44 minutos               |                             |
| Corredor Sur                                 | |                            |                              |                                         |                                    |                             |
| Madrid - Puerta de Atocha - Almudena Grandes | Córdoba | Málaga - María Zambrano    | 2 trenes diarios por sentido | 2 horas y 48 minutos                    | 2 horas y 58 minutos               | 1 servicio directo al día   |
| Madrid - Puerta de Atocha - Almudena Grandes | Córdoba | Sevilla - Santa Justa      | 3 trenes diarios por sentido | 2 horas y 45 minutos                    | 2 horas y 48 minutos               | 1 servicio directo al día   |
| Transversales                                | |                            |                              |                                         |                                    |                             |
| Valladolid - Campo Grande                    | Segovia - Guiomar · Madrid - Chamartín - Clara Campoamor · Cuenca - Fernándo Zóbel · Albacete - Los Llanos | Alicante                   | Un tren diario por sentido   | 3 horas y 44 minutos                    | 3 horas y 44 minutos               |                             |
| Valladolid - Campo Grande                    | Segovia - Guiomar · Madrid - Chamartín - Clara Campoamor · Cuenca - Fernándo Zóbel                         | Valencia - Joaquín Sorolla | Un tren diario por sentido   | 3 horas y 15 minutos                    | 3 horas y 15 minutos               |                             |

Cabe destacar que OUIGO realiza refuerzos esporádicos en algunas rutas en época estival que pueden no verse reflejados en esta tabla.

Los horarios y frecuencias mostrados anteriormente podrían verse afectados los días 24, 25, 31 de diciembre de 2024 y 1 de enero de 2025.

Servicio de Ouigo en España a partir de abril de 2024.

## Flota

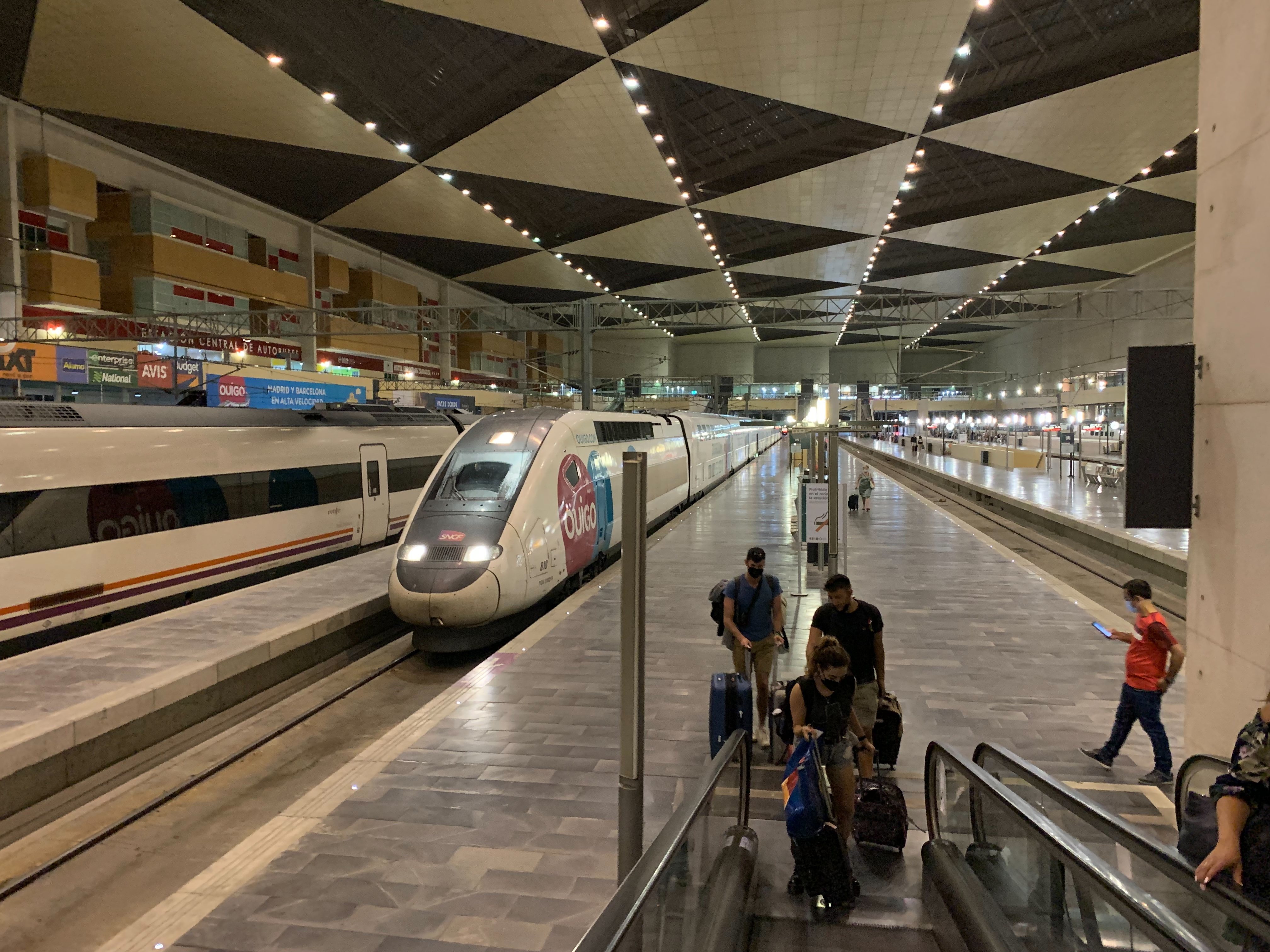
TGV Euroduplex de Ouigo España en Zaragoza Delicias

El material utilizado es de tipo Euroduplex, procedentes de SNCF (serie 800) y adaptadas para poder operar sobre la red de Adif. Cuentan con 509 plazas y con servicio de bar a bordo. Se denominan como serie 108 de Ouigo.